# Луције Тарквиније Приск
Луције Тарквиније Приск (лат. Lucius Tarquinius Priscus) или Тарквиније I је према предању пети римски краљ. Владао је приближно од 617. п. н. е. до 579. п. н. е..
По предању, Луције Приск се преселио у Рим из етрурског града Тарквинија са својом женом као врло богат и амбициозан човек зато што му није била одобрена нека висока дужност у његовом родном граду. Предање каже да чим је стигао у Рим, знао је да ће постати краљ. Своју каријеру у Риму почео је као адвокат синова тадашњег краља Анка Марција. По краљевој смрти успео је уверити народну скупштину да га изаберу за краља.
Луције Тарквиније Приск је изградио Циркус Максимус, зграду за коњичке трке, успео је с каналима после једне велике поплаве исушити место за Римски Форум. Од великих дела му се још приписује изградња Јупитеровог храма на Капитолу. За време своје владавине, ратовао је са Сабињанима које је и успео победити. Освојио је градове Корницилум, Фирулеа, Камериа, Крустумериум, Америкола, Медулиа и Номентум. После сваког рата, враћао се у Рим с пленом. Увећао је центурије на 1800 људи, а Сенат за следећих сто чланова из нижег сталежа, међу којима је била и породица Октавијан. 
После тридесетосмогодишње владавине, Тарквинија I су убила два сељака секиром, по наређењу синова Анка Марција. Захваљујући краљици Танакилији, која је открила убиство, за његовог наследника изабран је његов зет Сервије Тулије.